# Mušići (gmina Višegrad)
Mušići (cyr. Мушићи) – wieś w Bośni i Hercegowinie, w Republice Serbskiej, w gminie Višegrad. W 2013 roku liczyła 11 mieszkańców.